# Oreo
Oreo ist der Markenname einer Kekssorte des US-amerikanischen Unternehmens Nabisco (einer Tochtergesellschaft von Mondelēz International), die 1912 erstmals auf den Markt kam. Der Keks selbst ähnelt dem seit 1908 erhältlichen Hydrox von Sunshine Biscuits (heute Keebler Company, ein Tochterunternehmen der Kellogg Company), dem es fast vollständig den Rang ablief.

## Bestandteile und Varianten

Muster auf den Keksen

Der klassische Oreo ist ein Doppelkeks aus zwei Keksteilen, die aufgrund des enthaltenen Kakaos dunkel gebräunt und die mit einer weißen Füllung mit Vanillearoma aneinander gebunden sind. Die Kekse schmecken schokoladig-herb, die Füllung süß. Es gibt verschiedene Rezepte, in denen Oreos vorkommen, wie Shakes und Torten. Verschiedene Essmethoden sind zum Beispiel das Tunken in Milch oder das Auseinandernehmen und separate Essen der Keksteile. Golden Oreo ist eine Form der Kekse mit derselben Füllung; aber einem nicht kakaohaltigen Keks.
Ein einzelner Oreo hat laut Herstellerangabe ein Gewicht von elf Gramm und einen Energiegehalt von 222 kJ (= 53 kcal). Der physiologische Brennwert beträgt demnach 2.017 kJ/100 g (= 482 kcal/100 g).
Oreo wird auch in Kombination mit weiteren Produkten angeboten, wie Speiseeis, Schokolade (Milka) oder Frühstücksflocken. Während in Deutschland, wo der Keks im Jahr 2011 eingeführt wurde, weniger Sorten angeboten werden, sind in den USA mehrere unterschiedliche Geschmacksrichtungen erhältlich.
Vergleichbare Konkurrenzprodukte zu den Oreo-Keksen sind u. a. Mr. Creamy (Kaufland), Ohio (Biscoteria/Netto) und Twins (Galletas Gullón).

## Kritik
Es wird kritisiert, dass die Produktwerbung suggeriere, dass Milch als Zutat enthalten sei. Tatsächlich besteht die Füllung hauptsächlich aus Weizenmehl, pflanzlichem Fett, Zucker und Vanillearoma. Der Energiegehalt ist mit 2009 kJ/100 g (480 kcal/100 g) vergleichsweise hoch.

## Sonstiges

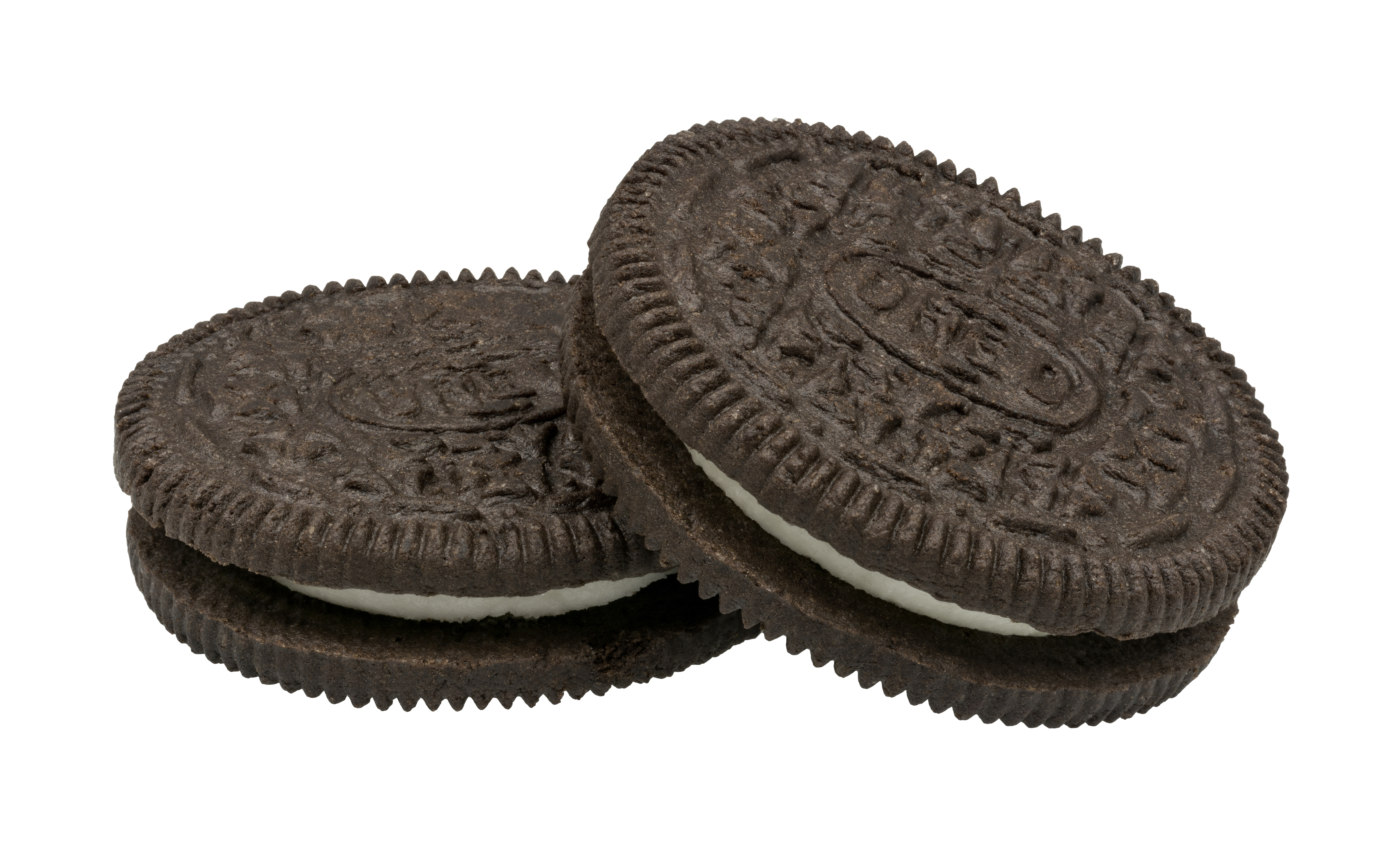
Oreo-Kekse

Die Comicfigur Martian Manhunter von DC Comics ist Fan der Oreo-Kekse.
Am 21. August 2017 veröffentlichte die Google LLC Version 8.0 des Betriebssystems Android mit dem Beinamen Oreo. Dies stellt nach Android-Version 4.4 KitKat (Schokoriegel mit Waffelfüllung Kitkat) die zweite Kooperation mit einem Hersteller bezüglich eines Markennamens als Beiname für eine Android-Version dar.